# Phare du cap Honduras

Le phare du cap Honduras ou  phare de Punta de Caxinas (en espagnol : Faro de Punta Caxinas) est un phare actif situé sur le cap Honduras, au nord de Trujillo, dans le Département de Colón au Honduras.

## Historique
Le phare est situé à l'extrémité d'une longue péninsule orientée vers l'ouest, abritant la Baie de Trujillo.

## Description
Ce phare est un pylône cylindrique en acier, avec une galerie et une balise photovoltaïque de 15 m de haut. La tour est peinte avec des bandes horizontales rouges et blanches. Il émet, à une hauteur focale de 23 m, un éclat blanc par période de 7 secondes. Sa portée est de 19 milles nautiques (environ 35 km).
Identifiant : Amirauté : J6009.7 - NGA : 110-16457 .
|                   |
| Carte du Honduras |